# José Bento Leite Ferreira de Melo
José Bento Leite Ferreira de Melo (São Gonçalo do Sapucaí, 6 de enero de 1785 — Pouso Alegre, 8 de febrero de 1844) fue un sacerdote católico, periodista y político brasileño, diputado general y senador del Imperio del Brasil entre 1834 y 1844.
Hijo de José Joaquim Leite Ferreira y Escolástica Bernardida de Melo. Sus abuelos paternos eran el capitán Manoel Leite Ferreira y Antônia do Espírito Santo Gouveia. Sus abuelos maternos fueron el capitán Bento Correia de Melo, uno de los primeros habitantes de São Gonçalo, y Maria da Visitação.
José Bento fue una importante figura de su tiempo. Editó, en Pouso Alegre, el primer periódico del sur de Minas, O Pregoeiro Constitucional, que hizo campaña por las reformas liberales durante el primer reinado. Como diputado se alió con el Padre Feijó, con quien participó del Golpe del 30 de Julio en 1832, siendo que en su imprenta se publicó la Constitución de Pouso Alegre. Como senador, tomó parte en el  Golpe de la Mayoría de Edad, que llevó al trono al emperador Pedro II, aún menor, en 1841.
Murió asesinado el 8 de febrero de 1844 cuando se dirigía a caballo a su hacienda.
La plaza central de Pouso Alegre así como el municipio de Senador José Bento, fueron denominados en su homenaje. 